# Мерл строкатий
Мерл строкатий (Lamprotornis albicapillus) — вид горобцеподібних птахів родини шпакових (Sturnidae). Мешкає в Східній Африці.

## Опис

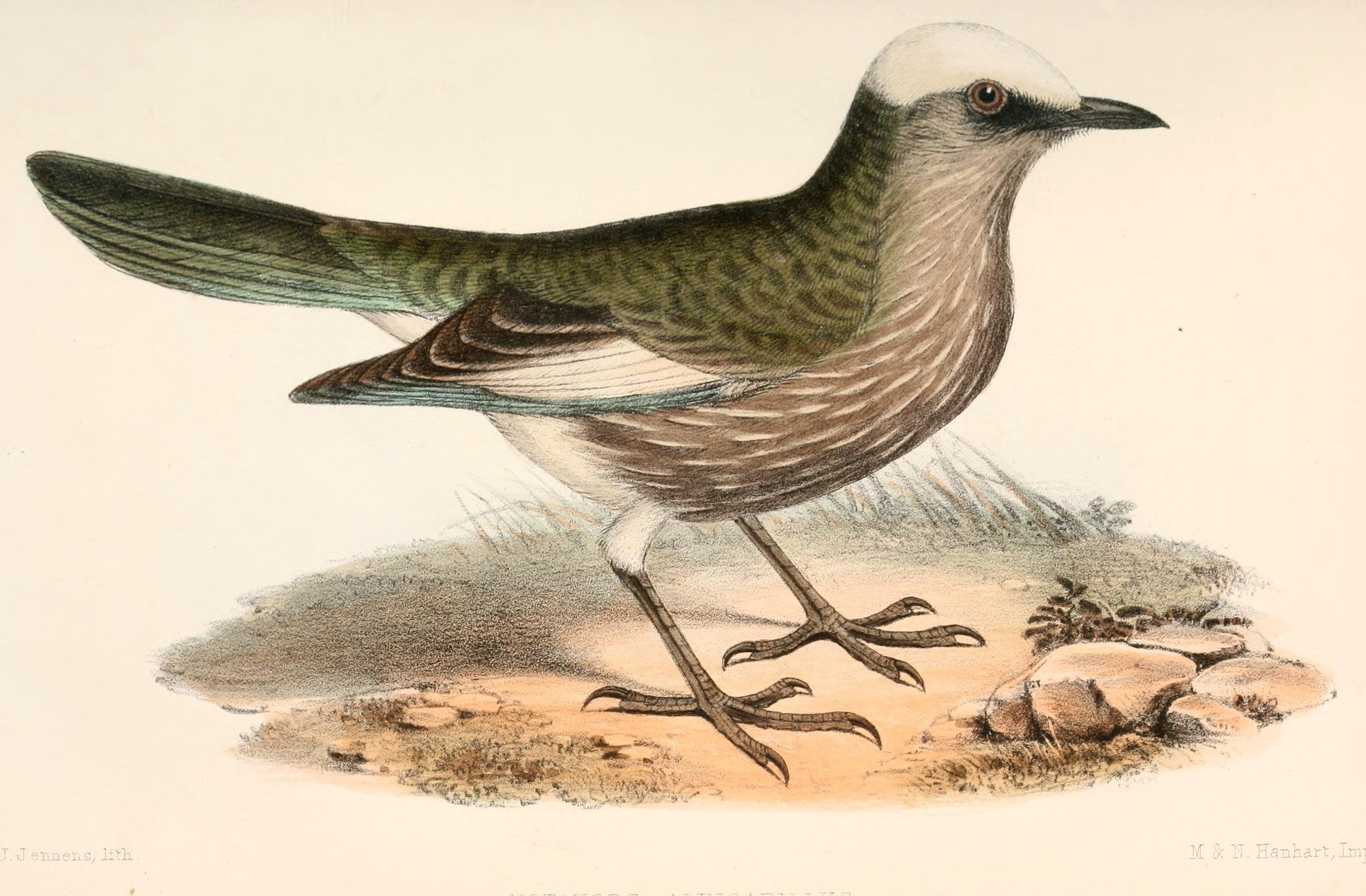
Строкатий мерл

Довжина птаха становить 25-27 см. Забарвлення переважно тьмяно-зелене з металевим відблиском. На тімені біла пляма. Надхвістя, гузка, стегна, нижні покривні пера крил і хвіста білі. Пера на нижній частині тіла мають помітні білі стрижні. Очі білі, дзьоб і лапи чорні.

## Підвиди
Виділяють два підвиди:
- L. a. albicapillus (Blyth, 1855) — від Ефіопії і Сомалі до крайнього північного заходу Кенії;
- L. a. horrensis (Keith, 1964) — крайній південь Ефіопії і північ Кенії.

## Поширення і екологія
Строкаті мерли мешкають в Ефіопії, Джибуті, Сомалі і Кенії. Вони живуть в сухих саванах, сухих чагарникових заростях, на полях і в садах. Зустрічаються на висоті до 1400 м над рівнем моря.